# খ়
Cette page contient des caractères spéciaux ou non latins. S’ils s’affichent mal (▯, ?, etc.), consultez la page d’aide Unicode.
খ়, appelé xa et transcrit x, est une consonne de l’alphasyllabaire bengali utilisée dans certains ouvrages linguistiques bengalis ou dans la transcription ISO 15919. Elle est formée d’un kha ‹ খ › avec un point souscrit.

## Utilisation
Dans la transcription ISO 15919, xa représente une consonne occlusive vélaire sourde [q] et est utilisée dans la transcription de mots étrangers avec cette consonne, comme par exemple le mot arabe خاء, [xaːʔ] transcrit ‹ খ়াঽ ›.

## Représentations informatiques
Ses caractères Unicode sont, :
| formes | représentations | chaînes de caractères | points de code       | descriptions                                                       |
| ------ | --------------- | --------------------- | -------------------- | ------------------------------------------------------------------ |
| pleine | খ়               | খ়                     | U+0996 U+09BC        | lettre bengali kha, symbole bengali noukta                         |
| morte  | খ়्               | খ়◌्                    | U+0996 U+09BC U+094D | lettre bengali kha, symbole bengali noukta, symbole bengali virama |